# Douglas C. Rees
Douglas Charles Rees (* 1952) ist ein US-amerikanischer Biochemiker, Biophysiker und Strukturbiologe.
Rees studierte an der Yale University mit dem Bachelor-Abschluss 1974 und wurde 1980 an der Harvard University in Biophysik promoviert. 1982 ging er an die University of California, Los Angeles. 1989 wurde er Professor für Chemie am Caltech. Er ist dort Roscoe Gilkey Dickinson Professor und Dekan der Graduate School. Ab 1997 war er am Howard Hughes Medical Institute.
Er untersucht Struktur und Funktion von metallhaltigen Proteinen, insbesondere Nitrogenase bei der biologischen Stickstofffixierung,  und Membranproteinen die ATP-abhängigen Transport durch Membranen bewerkstelligen (zum Beispiel ABC-Transporter, die zum Beispiel Nährstoffe in Bakterienzellen befördern und Abfallstoffe aus der Zelle). Dazu benutzt er Röntgen-Kristallographie, zu der er in den 1970er Jahren als Student von Stephen C. Harrison und Don C. Wiley in Harvard kam, zu einer Zeit als die Rolle der Röntgen-Kristallographie als im Niedergang befindlich galt. Sein Interesse für Nitrogenase begann im Labor von William Lipscomb.
2015 erhielt er die F. A. Cotton Medal, für 2020 wurde ihm der Gregori-Aminoff-Preis zugesprochen. Er ist Mitglied der American Academy of Arts and Sciences und der National Academy of Sciences und war Sloan Research Fellow. 

## Schriften (Auswahl)
- Herausgeber mit Daniel E. Atkinson,  Steven G. Clarke, David S. Barkley: Dynamic models in biochemistry : a workbook of computer simulations using electronic spreadsheets, Benjamin Cummings 1987
- als Herausgeber: Membrane proteins, Amsterdam/Boston : Academic Press, 2003, ISBN 978-0-080-49376-3
- mit J. B. Howard:  Nitrogenase: a nucleotide-dependent molecular switch, Annual Review of Biochemistry, Band 63, 1994, S. 235–264.
- mit M. H. Stowell: Structure and stability of membrane proteins,  Advances in Protein Chemistry, Band 46, 1995, S. 279–311
- mit J. B. Howard:  Structural Basis of Biological Nitrogen Fixation, Chemical Reviews, Band 96, 1996, S.  2965–2982
- mit George Feher u. a.: Light-induced structural changes in photosynthetic reaction center: implications for mechanism of electron-proton transfer,  Science, Band 276, 1997, S. 812–816
- Great metalloclusters in enzymology, Annual Review of Biochemistry, Band 71, 2002, S. 221–246.
- mit J. B. Howard: Nitrogenase: standing at the crossroads, Current Opinion in Chemical Biology, Band 4, 2002, S. 559–566
- mit F. Akif Tezcan, Chad A. Haynes, Mika Y. Walton, Susana Andrade, Oliver Einsle, James B. Howard: Structural basis of biological nitrogen fixation, Phil. Trans. R. Soc. A, Band 363, 2005, S. 971–984
- mit F. A. Tezcan, J.T. Kaiser, D. Mustafi, M. Y. Walton, J. B. Howard: Nitrogenase Complexes: Multiple Docking Sites for a Nucleotide Switch Protein, Science, Band 309, 2005, S. 1377–1380
- mit Chris Gandhi: Opening the molecular floodgates, Science, Band 321, 2008, S. 1166–1167
- mit N. S. Kadaba u. a.: The high-affinity E. coli methionine ABC transporter: structure and allosteric regulation, Science, Band 321, 2008, S. 250–253
- mit E. Johnson, O. Lewinson: ABC Transporters: The Power to Change, Nature Reviews Molecular Cell Biology, Band 10, 2009, S. 218–227
- mit J. B. Howard u. a.: Ligand binding to the FeMo-cofactor: structures of CO-bound and reactivated nitrogenase, Science, Band 345, 2014, S. 1620–1623